# Nyctophilus gouldi
Nyctophilus gouldi (Tomes, 1858) è un pipistrello della famiglia dei Vespertilionidi diffuso in Australia e Nuova Guinea.

## Descrizione

### Dimensioni
Pipistrello di piccole dimensioni, con la lunghezza della testa e del corpo tra 44 e 52 mm, la lunghezza dell'avambraccio tra 36 e 48 mm, la lunghezza della coda tra 39 e 41 mm, la lunghezza delle orecchie tra 24 e 28 mm e un peso fino a 16,5 g.

### Aspetto
La pelliccia è corta e densa. Le parti dorsali variano dal bruno-grigiastro al grigio, mentre le parti ventrali variano dal grigio chiaro al giallo-brunastro. Il muso è tronco, con un disco carnoso all'estremità dove si aprono le narici e dietro al quale è presente un rigonfiamento ben sviluppato e attraversato longitudinalmente da un solco superficiale. Gli occhi sono piccoli. Le orecchie sono lunghe, larghe ed unite sulla fronte da una membrana cutanea. Le ali sono attaccate posteriormente alla base delle dita dei piedi. L'estremità della lunga coda si estende leggermente oltre l'ampio uropatagio.

## Biologia

### Comportamento
Si rifugia in gruppi di 10-20 femmine nelle cavità degli alberi e cortecce esfoliate. I maschi vivono solitariamente. Entra in uno stato di ibernazione nei mesi più freddi australi tra maggio e settembre.

### Alimentazione
Si nutre di insetti catturati sotto la volta forestale nel sottobosco.

### Riproduzione
Danno alla luce due piccoli alla volta tra ottobre e novembre. Gli accoppiamenti avvengono in aprile. Le femmine trattengono lo sperma fino all'ovulazione che si verifica a settembre.

## Distribuzione e habitat
Questa specie è diffusa lungo le coste orientali del Queensland centrale e meridionale e del Nuovo Galles del Sud, nello stato di Victoria e nell'Australia meridionale sud-orientale. Una popolazione disgiunta, presente nell'estrema parte sud-occidentale dell'Australia occidentale è stata recentemente assegnata ad una nuova specie, N.holtorum.
Vive nelle foreste di eucalipto fino a 1.240 metri di altitudine.

## Conservazione
La IUCN Red List, considerato il vasto areale, la presenza in diverse aree protette e la popolazione numerosa, classifica N.gouldi come specie a rischio minimo (Least Concern)).